# 2014년 동계 올림픽 네덜란드 선수단
2014년 동계 올림픽 네덜란드의 올림픽 선수단은 러시아 소치에서 개최된 2014년 동계 올림픽에 참가한 올림픽 네덜란드 선수단이다. 총 24개의 메달을 획득하여 역대 네덜란드 동계 올림픽팀 최고 성적을 거뒀다.

## 메달 집계

### 종목별 메달 수
| 종목           | 1 | 2 | 3 | 합계 |
| 스피드스케이팅 | 8 | 7 | 8 | 23   |
| 쇼트트랙       | 0 | 0 | 1 | 1    |
| 합계           | 8 | 7 | 9 | 24   |

### 메달리스트
| 메달 | 이름                                                          | 종목           | 세부 종목   | 날짜     |
| ---- | ------------------------------------------------------------- | -------------- | ----------- | -------- |
|      | 스벤 크라머르                                                 | 스피드스케이팅 | 남자 5000m  | 2월 8일  |
|      | 이레인 뷔스트                                                 | 스피드스케이팅 | 여자 3000m  | 2월 9일  |
|      | 미헐 뮐더르                                                   | 스피드스케이팅 | 남자 500m   | 2월 10일 |
|      | 스테판 흐로트하위스                                           | 스피드스케이팅 | 남자 1000m  | 2월 12일 |
|      | 요린 테르 모르스                                              | 스피드스케이팅 | 여자 1500m  | 2월 16일 |
|      | 요릿 베르흐스마                                               | 스피드스케이팅 | 남자 10000m | 2월 18일 |
|      | 얀 블록하위선 스벤 크라머 쿤 페르베이                         | 스피드스케이팅 | 남자 팀추월 | 2월 22일 |
|      | 로터 판 베이크 마릿 레인스트라 요린 테르 모르스 이레인 뷔스트 | 스피드스케이팅 | 여자 팀추월 | 2월 22일 |
|      | 얀 블록하위선                                                 | 스피드스케이팅 | 남자 5000m  | 2월 8일  |
|      | 얀 스메이컨스                                                 | 스피드스케이팅 | 남자 5000m  | 2월 10일 |
|      | 이레인 뷔스트                                                 | 스피드스케이팅 | 여자 1000m  | 2월 13일 |
|      | 쿤 페르베이                                                   | 스피드스케이팅 | 남자 1500m  | 2월 15일 |
|      | 이레인 뷔스트                                                 | 스피드스케이팅 | 여자 1500m  | 2월 16일 |
|      | 스벤 크라머르                                                 | 스피드스케이팅 | 남자 10000m | 2월 18일 |
|      | 이레인 뷔스트                                                 | 스피드스케이팅 | 여자 5000m  | 2월 19일 |
|      | 요릿 베르흐스마                                               | 스피드스케이팅 | 남자 5000m  | 2월 8일  |
|      | 로날트 뮐더르                                                 | 스피드스케이팅 | 남자 500m   | 2월 10일 |
|      | 마르홋 부르                                                   | 스피드스케이팅 | 여자 500m   | 2월 11일 |
|      | 미헐 뮐더르                                                   | 스피드스케이팅 | 남자 1000m  | 2월 12일 |
|      | 마르홋 부르                                                   | 스피드스케이팅 | 여자 1000m  | 2월 13일 |
|      | 싱키 크네흐트                                                 | 쇼트트랙       | 남자 1000m  | 2월 15일 |
|      | 로터 판 베이크                                                | 스피드스케이팅 | 남자 1500m  | 2월 16일 |
|      | 보프 더 용                                                    | 스피드스케이팅 | 남자 10000m | 2월 18일 |
|      | 카린 클레이뵈커르                                             | 스피드스케이팅 | 여자 5000m  | 2월 19일 |